# Stachys
Stachys es un género de unas 380 especies de plantas, de las casi 900 descritas, de plantas y arbustos, herbáceos, anuales y perennes de la familia Lamiaceae. Estas se extienden por Europa, Asia, África, Australia, parte de Oceanía y Norteamérica.

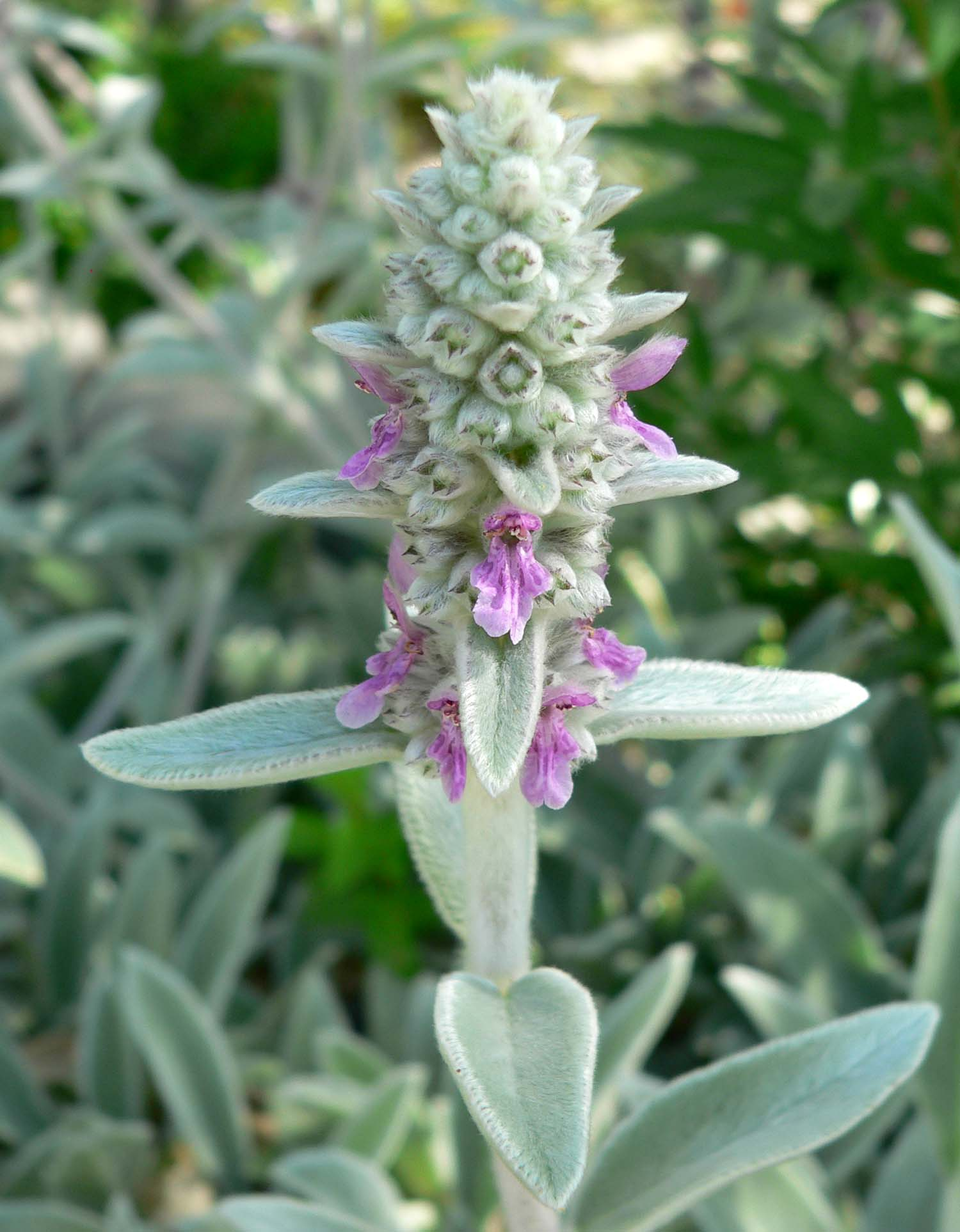
Stachys byzantina

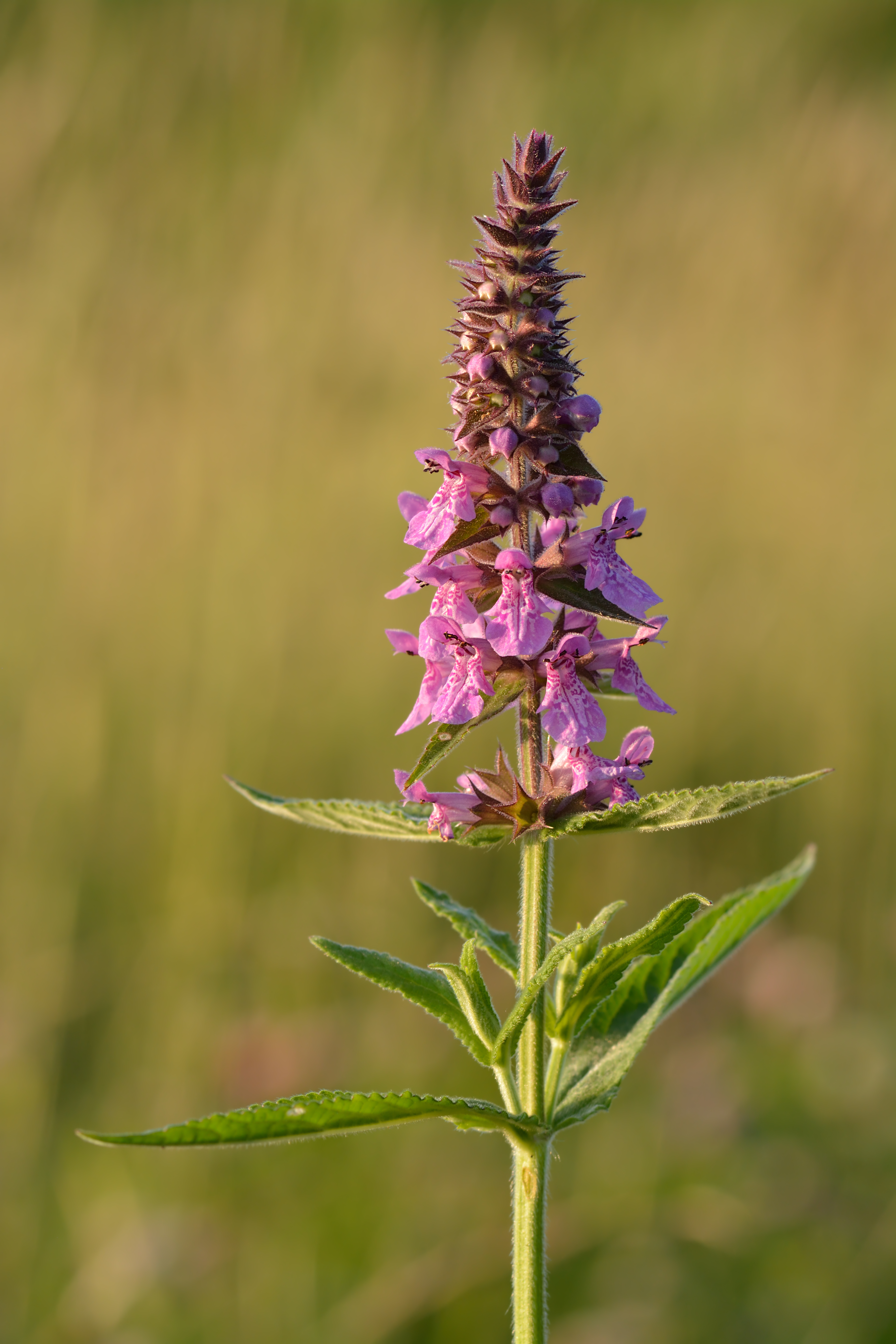
Stachys palustris

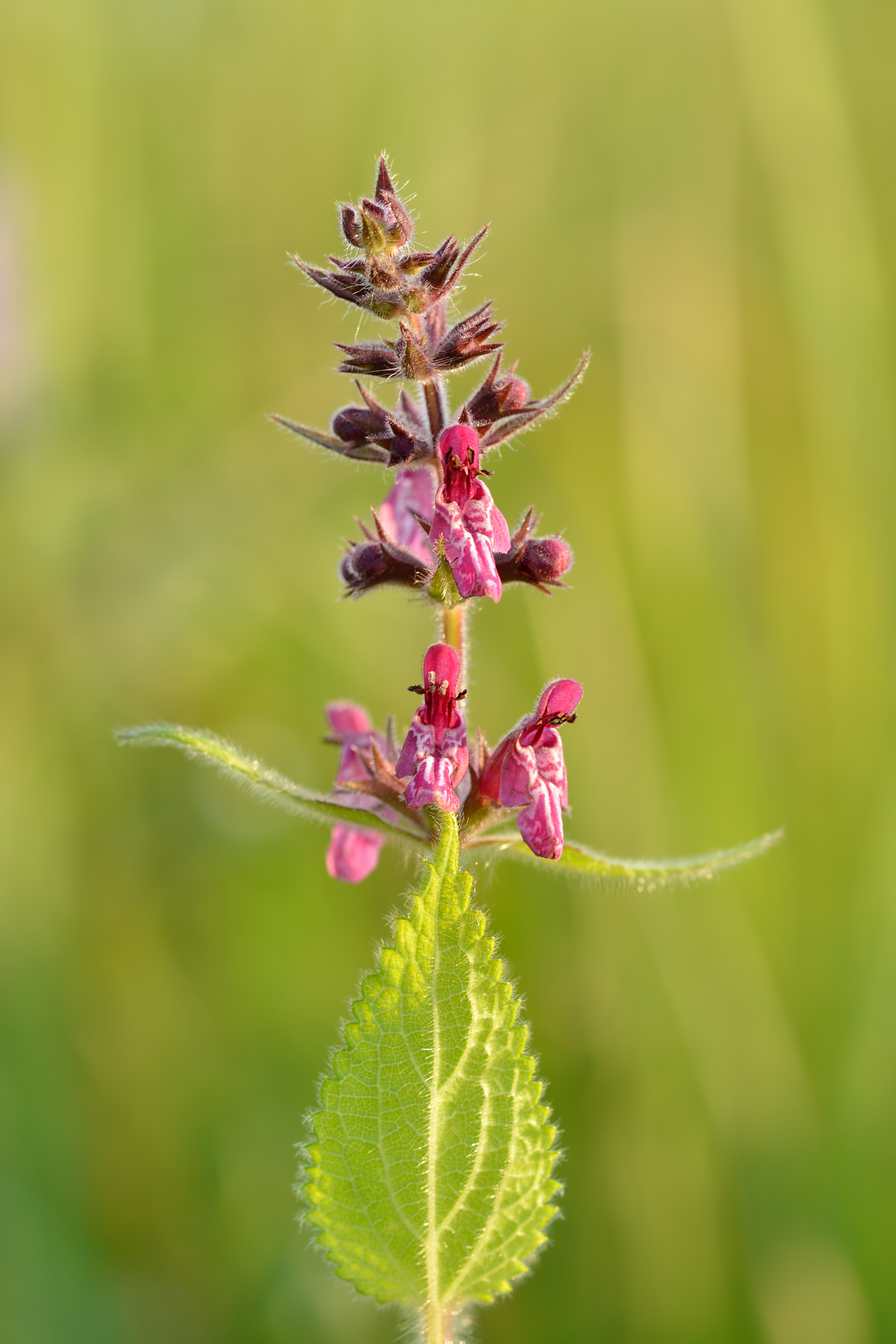
Stachys sylvatica

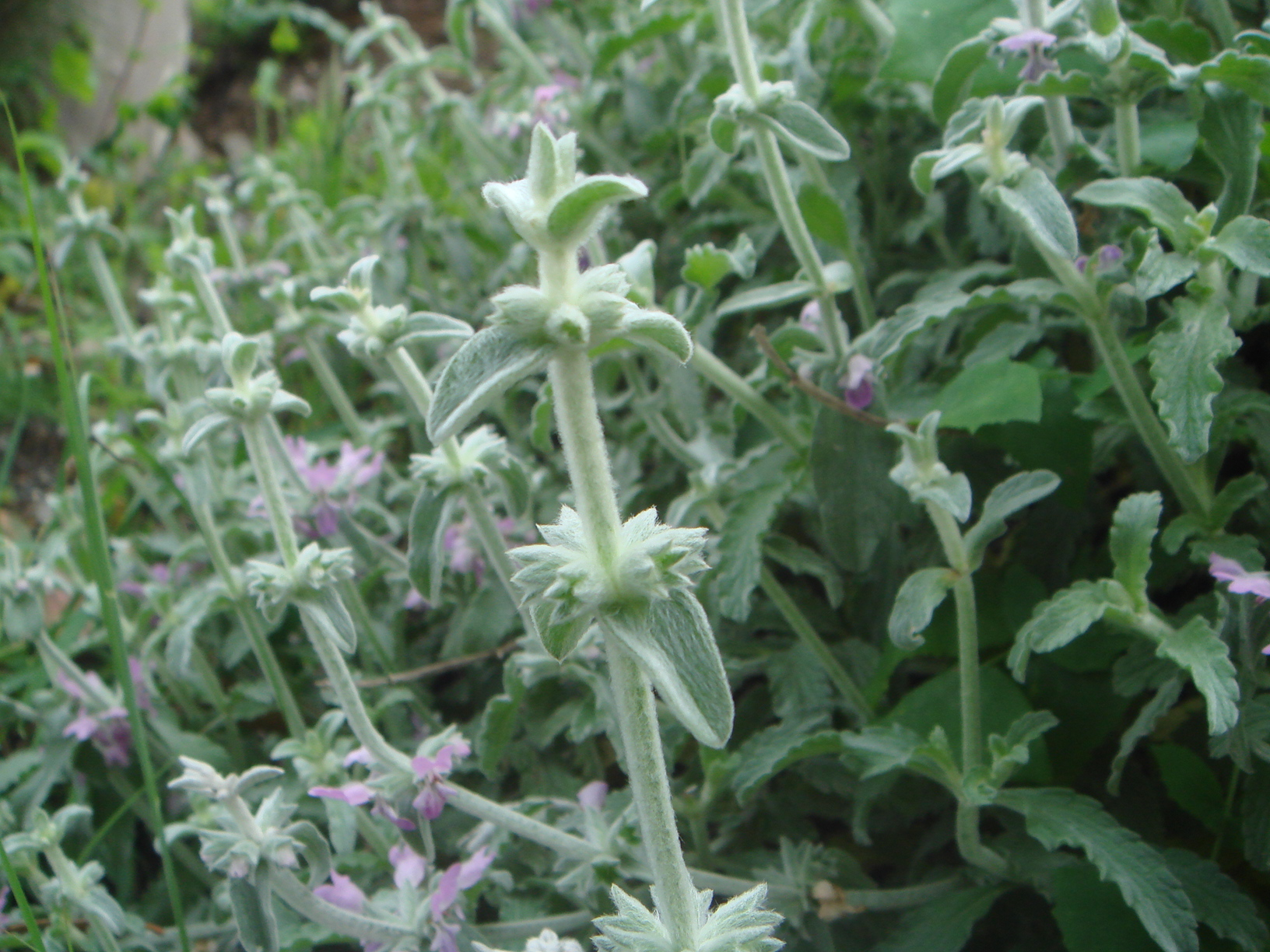
Stachys fontqueri

## Descripción
Plantas herbáceas, perennes, a veces algo leñosas, o bien anuales con tallos glabros o pelosos. Hojas de casi lineares a anchamente ovadas, en general dentadas o crenadas, más o menos pelosas. Inflorescencia en verticilastros, en general con brácteas similares a las hojas y, a veces, con bractéolas. Cáliz de tubular a campanulado, con 5 dientes iguales o subiguales, más o menos espinosos. Corola bilabiada; labio superior erecto, plano o ligeramente cóncavo; labio inferior con un lóbulo central amplio, color crema, amarillo, morado, violeta o púrpura. Estambres en general exertos del tubo de la corola, más cortos que el labio superior. Estigma bífido, con ramas muy cortas más o menos iguales, exerto del tubo, más corto que el labio superior. Frutos de 4 núculas ovoides, algo angulosas, subtrígonas, lisas o verrugosas, color castaño/negruzco o grisáceo.

## Taxonomía
El género fue descrito por Carlos Linneo y publicado en Species Plantarum 2: 580. 1753. La especie tipo es: Stachys sylvatica Nutt.
Etimología
Stachys: nombre genérico que deriva del Latín Stachys, -yos, y procede del Griego στάχυς, "espiga", en particular la de trigo, por la apariencia de las inflorescencias. Usado por Plinio el Viejo (Historia Naturalis, 24, lxxxvi, 136) para una planta no identificada, quizás del género Stachys. Curiosamente, la describe como parecida al puerro (Allium ampeloprasum var. porrum), pero de hojas más largas y numerosas y de flores amarillas ("Ea quoque, quae stachys vocatur, porri similitudinem habet, longioribus foliis pluribusque et odoris iucundi colorisque in luteum inclinati.").

### Límites del género
La distinción entre Stachys y otros géneros no está clara y ha variado de un autor a otro. Un estudio molecular reciente determinó que otros 6 géneros deben ser incorporados dentro del género Stachys: Prasium, Phlomidoschema, Sideritis, Haplostachys, Phyllostegia y Stenogyne.

### Subdivisiones[3]
- Subgénero Stachys L.:

Plantas perennes o anuales, rizomatosas o no. Brácteas más o menos diferentes de las hojas, a veces del mismo aspecto. Corola color púrpura, violeta, morado, crema o amarillo.
- Sectio Stachys L.:

Plantas perennes o anuales, rizomatosas o no. Brácteas más o menos diferentes de las hojas, a veces del mismo aspecto. Corola color púrpura, violeta, morado, crema o amarillo.
Ejemplos: S. sylvatica, S. palustris, S. circinata
- Sectio Eristomum Hoffmanns. & Link:

Plantas perennes, pelosas o lanudas. Brácteas del mismo aspecto que las hojas. Corola color crema o morado.
Ejemplos: S. byzantinum, S. alpina, S. germanica, S. heraclea
- Sectio Olisia Dumort.:

Plantas perennes o anuales, con indumento más o menos denso de pelos largos o retrorsos. Brácteas más o menos diferentes de las hojas. Cáliz de menos de 9 mm. Corola generalmente amarilla.
Ejemplos: S. recta, S. annua, S. maritima.
- Sectio Campanistrum Haberle ex Rchb.:

Plantas anuales, con indumento de pelos más o menos largos o sedosos, también adpresos. Hojas ovadas, cordiformes. Brácteas como las hojas, pero algo más pequeñas. Corola color amarillo, crema o púrpura.
Ejemplos: S ocymastrum, S. brachyclada, S. arvensis.

## Especies
Lista completa de los taxones descritos, aceptados y sinónimos
Especies seleccionadas
- Stachys affinis Bunge
- Stachys ajugoides Benth.
- Stachys albens A.Gray
- Stachys alpina L.
- Stachys annua (L.) L.
- Stachys arvensis (L.) L.
- Stachys brachyclada de Noé
- Stachys byzantina K.Koch
- Stachys circinata L'Hér.
- Stachys coccinea Ortega
- Stachys floridana Shuttlew. ex Benth.
- Stachys germanica L.
- Stachys ocymastrum (L.) Briq.
- Stachys palustris (L.) Walter
- Stachys recta (L.) Parol. ex Vis.
- Stachys sylvatica Nutt.[2]